# Ceuthophilus
Genre
Taxons de rang inférieur
- Ceuthophilus Scudder, 1862
- Geotettix Hubbell, 1936
- Hemiudeopsylla Saussure & Pictet, 1897

Ceuthophilus est un genre d'insectes orthoptères ensifères de la famille des Rhaphidophoridae. Les espèces sont trouvées en Amérique du Nord.

## Liste des espèces
- Ceuthophilus
  - Ceuthophilus abditus
  - Ceuthophilus agassizii
  - Ceuthophilus apache
  - Ceuthophilus aridus
  - Ceuthophilus arizonensis
  - Ceuthophilus armatipes
  - Ceuthophilus baboquivariae
  - Ceuthophilus brevipes
  - Ceuthophilus cacogeus
  - Ceuthophilus carolinus
  - Ceuthophilus chiricahuae
  - Ceuthophilus conicaudus
  - Ceuthophilus crassifemoris
  - Ceuthophilus divergens
  - Ceuthophilus ensifer
  - Ceuthophilus gertschi
  - Ceuthophilus gracilipes
  - Ceuthophilus hualapai
  - Ceuthophilus hubbelli
  - Ceuthophilus isletae
  - Ceuthophilus kansensis
  - Ceuthophilus lapidicola
  - Ceuthophilus latens
  - Ceuthophilus latibuli
  - Ceuthophilus leptopus
  - Ceuthophilus longipes
  - Ceuthophilus maculatus
  - Ceuthophilus meridionalis
  - Ceuthophilus mescalero
  - Ceuthophilus mississippi
  - Ceuthophilus mormonius
  - Ceuthophilus nevadensis
  - Ceuthophilus nitens
  - Ceuthophilus osagensis
  - Ceuthophilus ozarkensis
  - Ceuthophilus pallescens
  - Ceuthophilus pallidipes
  - Ceuthophilus pallidus
  - Ceuthophilus papago
  - Ceuthophilus paucispinosus
  - Ceuthophilus peninsularis
  - Ceuthophilus pima
  - Ceuthophilus pinalensis
  - Ceuthophilus rehni
  - Ceuthophilus rogersi
  - Ceuthophilus seclusus
  - Ceuthophilus secretus
  - Ceuthophilus spinosus
  - Ceuthophilus stygius
  - Ceuthophilus tenebrarum
  - Ceuthophilus tinkhami
  - Ceuthophilus uhleri
  - Ceuthophilus umbrosus
  - Ceuthophilus unguiculatus
  - Ceuthophilus utahensis
  - Ceuthophilus variegatus
  - Ceuthophilus virgatipes
  - Ceuthophilus walkeri
  - Ceuthophilus wasatchensis
  - Ceuthophilus wichitaensis
  - Ceuthophilus williamsoni
  - Ceuthophilus yavapai
- Geotettix
  - Ceuthophilus alpinus
  - Ceuthophilus carlsbadensis
  - Ceuthophilus caudelli
  - Ceuthophilus cunicularis
  - Ceuthophilus deserticola
  - Ceuthophilus elegans
  - Ceuthophilus fusiformis
  - Ceuthophilus guttulosus
  - Ceuthophilus hebardi
  - Ceuthophilus inyo
  - Ceuthophilus nodulosus
  - Ceuthophilus occultus
  - Ceuthophilus perplexus
  - Ceuthophilus polingi
  - Ceuthophilus silvestris
  - Ceuthophilus umbratilis
  - Ceuthophilus vicinus
- Hemiudeopsylla
  - Ceuthophilus californianus
  - Ceuthophilus fissicaudus
  - Ceuthophilus fossor
  - Ceuthophilus genicularis
  - Ceuthophilus hesperus
  - Ceuthophilus lamellipes
  - Ceuthophilus latipes
  - Ceuthophilus wheeleri